# Sven Epiney
Sven Epiney (Naters, 14 gennaio 1972) è un conduttore televisivo e conduttore radiofonico svizzero, noto per il suo lavoro all'interno dell'emittente radiotelevisiva SRF.

## Biografia
È stato il presentatore dell'edizione 2010 di Miss Svizzera. È stato anche membro della giuria per la terza stagione di The Greatest Swiss Talents, un talent show di cui era stato precedentemente presentatore. Dal 2008 è commentatore svizzero-tedesco dell'Eurovision Song Contest. Dal 2012 conduce il quiz mattutino Morgenstund hat Gold im Mund su Radio SRF 1.
Il 17 maggio 2025, insieme a Mélanie Freymond, ha condotto dallo stadio St. Jakob-Park, l'Arena Plus, dove sono stati presenti gli spettatori che non hanno potuto acquistare i biglietti, per assistere alla finale dell'Eurovision Song Contest 2025, tenutasi a Basilea. Contemporaneamente ha svolto anche il ruolo di portavoce del paese nella medesima serata, insieme a Freymond.

## Vita privata
Ha una relazione con Michael Graber dal 2011.
Parla tedesco, francese, inglese e italiano.